# Гамбия — Понтеш — Алту-да-Герра
Гамбия — Понтеш — Алту-да-Герра (порт. Gâmbia - Pontes - Alto da Guerra) — район (фрегезия) в Португалии, входит в округ Сетубал. Является составной частью муниципалитета Сетубал. Находится в составе крупной городской агломерации Большой Лиссабон. По старому административному делению входил в провинцию Эштремадура. Входит в экономико-статистический субрегион Полуостров Сетубал, который входит в Лиссабонский регион. Население составляет 4076 человек на 2001 год. Занимает площадь 32,87 км².